# 多花羊茅
多花羊茅（学名：Festuca rubra sp. pluriflora）为禾本科羊茅属下的一个亚种。